# Wirecard
Wirecard AG var en global finansiel service- og teknologivirksomhed med hovedsæde i Tyskland, som blev opløst i 2020 efter at milliarder af Euro var forsvundet. Virksomheden tilbød services i form af betalingsformidling, kortudstedelse og risikostyring til mere end 7.000 virksomhedskunder på verdensplan. Wirecard AG’s internetbetalingsservice "Wirecard" konkurrerede med bl.a PayPal og Western Union. Wirecard Bank AG opererede under en tysk banklicens og var medlem af VISA, MasterCard og JCB. Wirecard AG var børsnoteret på Frankfurt Securities Exchange.

## Finansiel information
Wirecard AG indberettede en samlet koncernomsætning på EUR 81,94 mio. for hele regnskabsåret 2006. Det sammenlignende proformatal for året før er på EUR 55,5 mio., svarende til en vækst på ca. 47 %. Resultatet af den primære drift (EBIT) steg med ca. 90 % til EUR 18,56 mio. i 2006, fra EUR 9,8 mio. i regnskabsåret 2005 .
Wirecard AG har været noteret på Deutsche Börses TecDAX-indeks  siden 18. september 2006 og rangerede blandt de 30 største tyske teknologivirksomheder på DAX. Pr. 31. december 2006 lå Wirecard nr. 15 på Deutsche Börse AG’s TecDAX-liste for markedskapitalisering og nr. 18 for ordrebeholdning. Netto- og basisresultat per aktie beløb sig til EUR 0,20 i regnskabsåret 2006, til sammenligning med EUR 0,13 i regnskabsåret 2005.

## Produkter & services
I november 2006 lancerede Wirecard en internetbetalingsservice ved navn "Wirecard". Via online-registrering åbnede kunden en konto hos Wirecard Bank AG, som kunne benyttes til kontanter, kort, automatisk overførsel, bankoverførsel eller andre lokale betalingsordninger. Servicen inkluderede et gratis virtuelt MasterCard-betalingskort til kunder, som kunne benyttes til betaling i millioner af MasterCard-forretninger på verdensplan. Ud over MasterCards standardprodukter tilbød Wirecard-systemet også internationale kunder at sende penge til hinanden i realtid. Et valgfrit fysisk MasterCard gjorde det muligt for kunderne at betale i 24,7 millioner fysiske virksomheder, som accepterede MasterCard samt at hæve kontanter i næsten 1 million kontantautomater på verdensplan.
Wirecard AG’s elektroniske betalingsformidling og risikostyringsplatform understøttede 85 lokale og internationale betalings- og tyveribeskyttelsesordninger. Wirecard AG var medlem af ADP CardClear og IATA.
Wirecards Supplier and Commission Payments (SCP) muliggjorde automatisk global afregning til leverandører og forhandlere. Denne service fra Wirecard Bank AG var baseret på automatisk udstedelse af ”virtuelle” kreditkort. Leverandør- eller provisionsbetalinger, der skulle overføres internationalt (f.eks. mæglerprovision fra hoteller til rejsebureauer) behandledes og afregnedes via elektronisk fremsendelse af ”virtuelle” kreditkortnumre til engangsbrug eller begrænset brug.
Wirecard Bank AG tilbød kortbetalingsservice til virksomhedskunder for VISA, MasterCard og JCB. Diverse kredit- og købekorttyper udstededes til private og virksomhedskunder.

## Bankstatus
Wirecard Bank AG var siden d. 1. januar 2006 en del af the Wirecard Group. Wirecard Bank havde fuld banklicens og var medlem af VISA, MasterCard og JCB. Bankens indlån var sikret af den tyske indskydergarantifond (Einlagensicherungsfonds deutscher Banken e.V).
Wirecard Bank åbnede en virtuel filial i det virtuelle 3D-univers Second Life.